# Saragossa Band
Die Saragossa Band ist eine deutsche Pop-Band aus München und war von Ende der 1970er bis etwa Mitte der 1980er Jahre eine der erfolgreichsten und meistbeschäftigten professionellen Party-Bands Deutschlands. Sie tritt heute noch auf.

## Geschichte

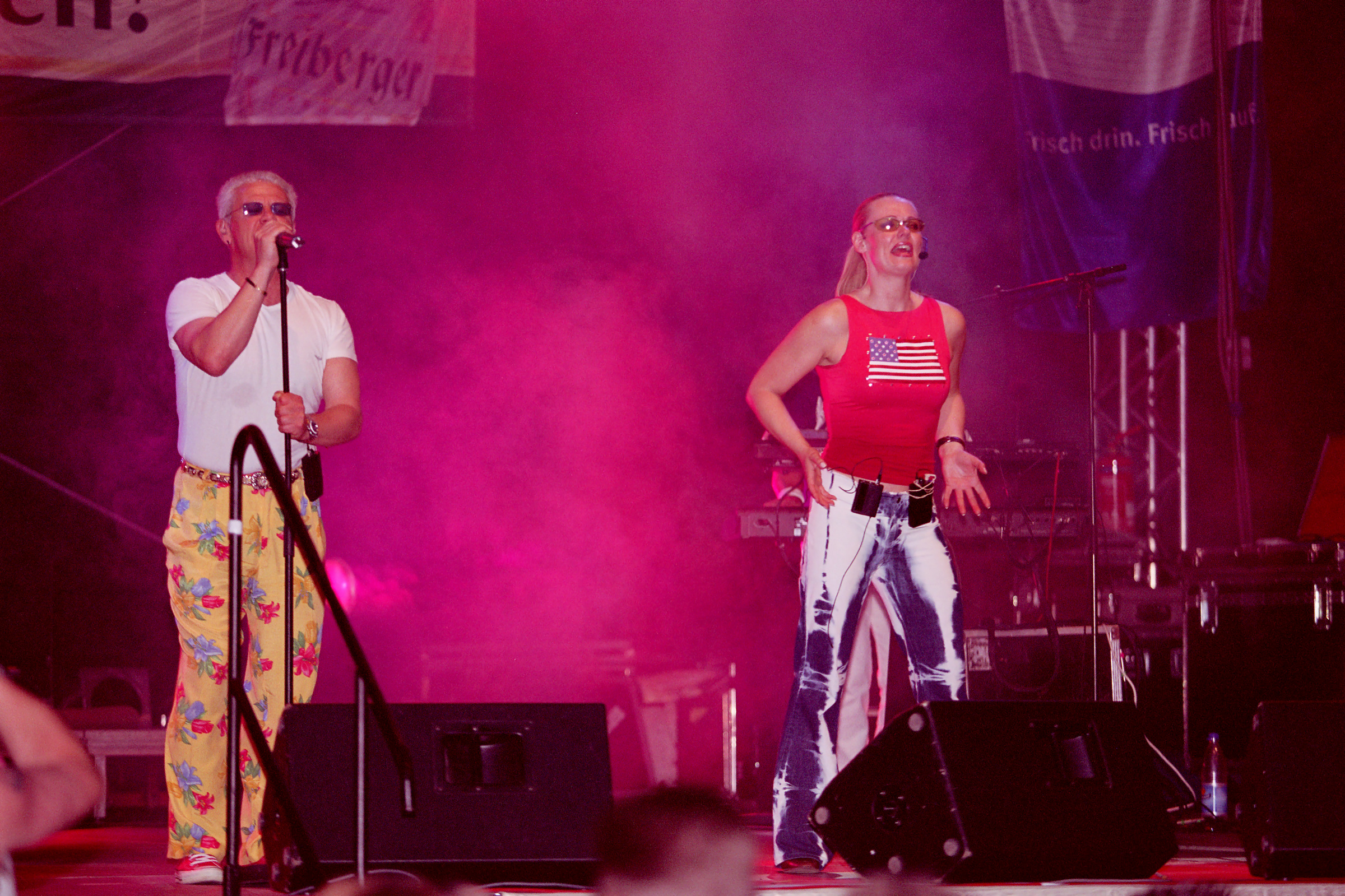
Die Saragossa Band im Konzert

Die Musik der Saragossa Band vermischt Pop mit Elementen aus Calypso und Samba und traf in ihren ersten Jahren den Nerv der Zeit. 1984 spielten sie eine Südsee-Tour. Bis heute hat sie immer noch zahlreiche Auftritte und spielt vor allem in Ländern wie Rumänien, Ungarn und Österreich, auch auf großen Festivals. Hin und wieder ist die Gruppe auch im Fernsehen zu sehen.
Bekannt wurde die Gruppe ab 1977, als sie das Lied Big Bamboo herausbrachte, das im karibischen Papiamentu-Dialekt gesungen wird. Rasta Man und Zabadak folgten, zwei Songs mit relativ wenig Text, die es in die Top Ten der deutschen Charts schafften. Die nachfolgenden Titel Ginger Red, Agadou, Aiko Aiko erreichten keine Top-10-Platzierungen mehr, jedoch ist Agadou der Titel mit der größten Langzeitwirkung und bis heute der meistgespielte Song der Gruppe. Der Titel ist vor allem in Strandbars und Diskotheken beliebt. In den letzten Jahren entstanden mehrere Coverversionen dieses Titels (u. a. Hot Banditoz, DD Company, La Boom, Black Lace oder Proty Disco Kids), welche der Version der Saragossa Band, die selbst die Coverversion einer Club-Med-Hymne aus dem Jahr 1970 ist, nicht den Rang ablaufen. Gründungsmitglied und Songwriter Alfred Rudek starb am 20. Juli 2018 mit 63 Jahren.

## Diskografie

### Alben
| Jahr | Titel                        | Höchstplatzierung, Gesamtwochen, AuszeichnungChartplatzierungen (Jahr, Titel, Platzierungen, Wochen, Auszeichnungen, Anmerkungen) | Höchstplatzierung, Gesamtwochen, AuszeichnungChartplatzierungen (Jahr, Titel, Platzierungen, Wochen, Auszeichnungen, Anmerkungen) | Anmerkungen                            |
| Jahr | Titel                        | DE | AT | Anmerkungen                            |
| ---- | ---------------------------- | --- | --- | -------------------------------------- |
| 1982 | Za Za Zabadak                | DE3 Gold · (13 Wo.)DE | AT11 (6 Wo.)AT | Erstveröffentlichung: 1981             |
| 1983 | Das neue große Za Za Zabadak | DE14 (8 Wo.)DE | AT20 (2 Wo.)AT | Erstveröffentlichung: 1982             |
| 1987 | Das super Za-Za-Zabadak      | DE20 (7 Wo.)DE | — | Kompilation Erstveröffentlichung: 1982 |

Weitere Alben
- 1979: Saragossa Band
- 1980: Matchless
- 1982: Das totale Za Za Zabadak
- 1983: Have a Good Time
- 1984: The Greatest Hits
- 1991: Party with Saragossa Band
- 1993: The Party Mix
- 1993: Coconut Groove
- 1997: Big Bamboo
- 2002: Welcome to the Party
- 2002: Party Box (3 CDs)
- 2007: Cool Night

### Kompilationen
- 1981: Agadou
- 1986: Die Superparty – Dance with the Saragossa Band
- 1995: The Best of Saragossa Band
- 1995: Happy Party
- 2001: It’s Party Time
- 2005: World of …
- 2007: Happy Birthday! (30 Jahre) (3 CDs)
- 2007: Best of the Saragossa Band (2 CDs)

### Singles
| Jahr | Titel                                         | Höchstplatzierung, Gesamtwochen, AuszeichnungChartplatzierungen (Jahr, Titel, Platzierungen, Wochen, Auszeichnungen, Anmerkungen) | Höchstplatzierung, Gesamtwochen, AuszeichnungChartplatzierungen (Jahr, Titel, Platzierungen, Wochen, Auszeichnungen, Anmerkungen) | Anmerkungen                      |
| Jahr | Titel                                         | DE | AT | Anmerkungen                      |
| ---- | --------------------------------------------- | --- | --- | -------------------------------- |
| 1977 | Big Bamboo (Ay Ay Ay) Saragossa               | DE40 (7 Wo.)DE | — |                                  |
| 1979 | Rasta Man Saragossa                           | DE9 (21 Wo.)DE | AT2 (16 Wo.)AT |                                  |
| 1979 | Zabadak Za Za Zabadak                         | DE6 (30 Wo.)DE | AT8 (12 Wo.)AT |                                  |
| 1980 | Ginger Red Matchless                          | DE28 (20 Wo.)DE | — |                                  |
| 1980 | Pas pleurer (Please No More Crying) Matchless | DE43 (14 Wo.)DE | AT19 (4 Wo.)AT |                                  |
| 1981 | Agadou Za Za Zabadak                          | DE14 (22 Wo.)DE | AT5 (14 Wo.)AT |                                  |
| 1981 | Aiko Aiko Za Za Zabadak                       | DE37 (11 Wo.)DE | AT15 (2 Wo.)AT |                                  |
| 1982 | Dance with the Saragossa Band Za Za Zabadak   | DE23 (6 Wo.)DE | — |                                  |
| 1982 | Mañana                                        | DE58 (6 Wo.)DE | — |                                  |
| 2004 | Rastaman                                      | — | AT16 (9 Wo.)AT | DJ The Wave feat. Saragossa Band |

Weitere Singles
- 1977: Disco Boogie Boogie
- 1978: Malaika
- 1983: Wigwam
- 1983: I Know, I Know
- 1984: Buona sera (I Take My Chance Tonight)
- 1984: Moonlight and Dancing
- 1985: That’s What We Like
- 1990: Saragossa Band Medley
- 1992: Rain & Sun
- 1993: Coconut Medley
- 1993: Rasta Man (Remake ’93)
- 1997: Der Zabadak Hit Mix
- 1999: Rumours (El venao)